# 斯托夫皮夫卡
51°50′23″N 31°30′59″E / 51.83972°N 31.51639°E
斯托夫皮夫卡（烏克蘭語：Стовпівка），是烏克蘭北部的村莊，隸屬切爾尼希夫州的切爾尼希夫區。該村面積0.8平方公里，海拔高度134米，2001年人口115，人口密度每平方公里143.8人。

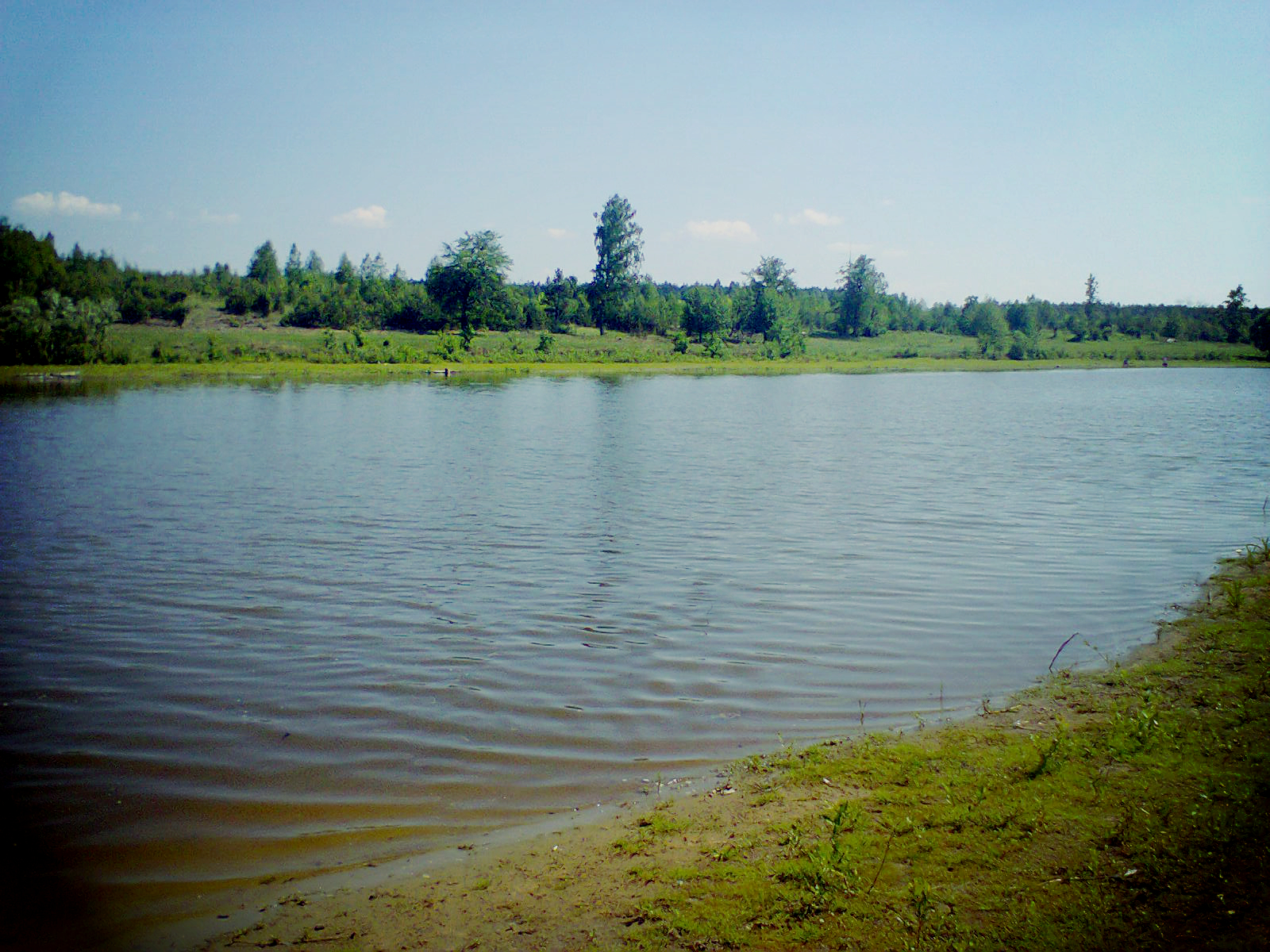